# (1651) Behrens
(1651) Behrens ist ein Asteroid des inneren Hauptgürtels, der am 23. April 1936 von der französischen Astronomin Marguerite Laugier am Observatoire de Nice bei einer Helligkeit von 14,0 mag entdeckt wurde. Am 18. Mai 1936 erfolgte noch eine unabhängige Entdeckung durch Karl Wilhelm Reinmuth an der Landessternwarte Heidelberg-Königstuhl.
Der Asteroid wurde benannt nach Johann Gerhard Behrens (1889–1979), Pfarrer in Detern, bekannt für seine Bahnberechnungen von Kometen und Kleinplaneten. Die Namensgebung wurde vorgeschlagen von Otto Kippes, der einige der zahlreichen Identifizierungen dieses Asteroiden fand.

## Wissenschaftliche Auswertung
Eine Auswertung von Beobachtungen durch das Projekt NEOWISE im nahen Infrarot führte 2011 zu vorläufigen Werten für den Durchmesser und die Albedo im sichtbaren Bereich von 10,0 km bzw. 0,26. Nach neuen Messungen mit NEOWISE wurden die Werte 2014 auf 9,0 km bzw. 0,32 geändert. Nach der Reaktivierung von NEOWISE im Jahr 2013 und Registrierung neuer Daten wurden die Werte 2016 angegeben mit 10,3 km bzw. 0,20, diese Angaben beinhalten aber hohe Unsicherheiten.
Mit dem Weltraumteleskop Transiting Exoplanet Survey Satellite (TESS) konnten während dessen Durchmusterung des Südhimmels 2018 bis 2019 auch Objekte des Sonnensystems beobachtet werden. Dabei wurden auch die Lichtkurven von fast 10.000 Asteroiden aufgezeichnet. Für (1651) Behrens wurde aus Messungen etwa vom 15. bis 27. Dezember 2018 eine Rotationsperiode von 46,895 h bestimmt.

## Asteroidenpaar
(1651) Behrens bildet mit dem Asteroiden (1856) Růžena ein quasi-complanares Asteroidenpaar. Sie besitzen sehr ähnliche Bahnelemente und bewegen sich nahezu in der gleichen Bahnebene, allerdings sind ihre Apsidenlinien deutlich gegeneinander verdreht. (1651) Behrens besitzt eine etwas kürzere Umlaufzeit um die Sonne als (1856) Růžena, so dass er diese etwa alle 85 Jahre überholt. Für einen Zeitraum von etwa 2 Jahren führen die beiden Asteroiden dann als Quasisatelliten eine Pendelbewegung umeinander aus, allerdings ohne gravitativ aneinander gebunden zu sein, bevor sie sich wieder voneinander entfernen. In den 1000 Jahren um die derzeitige Epoche herum kommen sich die beiden Körper aber nicht näher als 3,1 Mio. km.